# Kites Hardwick
Kites Hardwick – osada w Anglii, w hrabstwie Warwickshire, w dystrykcie Rugby. Leży 20 km na wschód od miasta Warwick i 121 km na północny zachód od Londynu.